# Bahnstrecke Katowice Szopienice Północne–Chorzów Stary
| Streckennummer: | 161                                                                     |                                                             |                                                         |
| Kursbuchstrecke: | 128s (Katowice Dąbrówka Mała (Eichenau) – Chorzów Stary (Chorzow) 1934) |                                                             |                                                         |
| Streckenlänge: | 12,125 km                                                               |                                                             |                                                         |
| Spurweite: | 1435 mm (Normalspur)                                                    |                                                             |                                                         |
| Stromsystem: | 3000 =                                                                  |                                                             |                                                         |
| Streckengeschwindigkeit: | 70 km/h                                                                 |                                                             |                                                         |
| Zweigleisigkeit: | ja                                                                      |                                                             |                                                         |
| |                                                                         |                                                             |                                                         |
| \| \| \| von Katowice Muchowiec \| \| \| \| \| von Mysłowice (Myslowitz) \| \| \| \| \| von Sosnowiec (Sosnowitz) \| \| \| \| 0,001 \| Katowice Szopienice Północne (Schoppinitz Nord) \| 263 m \| \| \| \| Oberschlesische Sandbahn \| \| \| \| \| von Katowice (Kattowitz) \| \| \| \| 2,048 \| Katowice Dąbrówka Mała (Eichenau; ehem. Anschl.) \| 265 m \| \| \| \| Schnellstraße 86 \| \| \| \| 6,152 \| Siemianowice Śląskie (Laurahütte [Stsbf]; ehem. Anschl.) \| 270 m \| \| \| \| Anschluss Kohlenbergwerk Siemianowice \| \| \| \| \| Anschluss Kohlenbergwerk Michał \| \| \| \| \| Schmalspurbahn Maciejkowice–Katowice \| \| \| \| 8,86 \| Siemianowice Bytków (Maxgrube) \| 286 m \| \| \| \| Schmalspurbahn Maciejkowice–Chorzów \| \| \| \| \| Anschluss Stickstoffwerk \| \| \| \| \| von Chorzów Miasto (Königshütte (Oberschles.) Stsbf) \| \| \| \| 12,126 \| Chorzów Stary (Chorzow, 1943: Königshütte (Oberschles) Ost) \| 292 m \| \| \| \| nach Radzionków über Piekary Śląskie Szarlej (Scharley) \| \| \| \| \| nach Bytom (Beuthen) \| \| |                                                                         |                                                             |                                                         |
| Strecke |                                                                         | von Katowice Muchowiec                                      | von Katowice Muchowiec                                  |
| Abzweig geradeaus und von rechts |                                                                         | von Mysłowice (Myslowitz)                                   | von Mysłowice (Myslowitz)                               |
| Abzweig geradeaus und ehemals von links |                                                                         | von Sosnowiec (Sosnowitz)                                   | von Sosnowiec (Sosnowitz)                               |
| Dienststation / Betriebs- oder Güterbahnhof | 0,001                                                                   | Katowice Szopienice Północne (Schoppinitz Nord)             | 263 m                                                   |
| Kreuzung geradeaus oben (Querstrecke außer Betrieb) |                                                                         | Oberschlesische Sandbahn                                    | Oberschlesische Sandbahn                                |
| Abzweig geradeaus und ehemals von links |                                                                         | von Katowice (Kattowitz)                                    | von Katowice (Kattowitz)                                |
| Dienststation / Betriebs- oder Güterbahnhof | 2,048                                                                   | Katowice Dąbrówka Mała (Eichenau; ehem. Anschl.)            | 265 m                                                   |
| Strecke mit Straßenbrücke |                                                                         | Schnellstraße 86                                            | Schnellstraße 86                                        |
| Dienststation / Betriebs- oder Güterbahnhof | 6,152                                                                   | Siemianowice Śląskie (Laurahütte [Stsbf]; ehem. Anschl.)    | 270 m                                                   |
| Abzweig geradeaus und ehemals nach links |                                                                         | Anschluss Kohlenbergwerk Siemianowice                       | Anschluss Kohlenbergwerk Siemianowice                   |
| Abzweig geradeaus und ehemals nach rechts |                                                                         | Anschluss Kohlenbergwerk Michał                             | Anschluss Kohlenbergwerk Michał                         |
| Kreuzung geradeaus oben (Querstrecke außer Betrieb) |                                                                         | Schmalspurbahn Maciejkowice–Katowice                        | Schmalspurbahn Maciejkowice–Katowice                    |
| ehemaliger Haltepunkt / Haltestelle | 8,86                                                                    | Siemianowice Bytków (Maxgrube)                              | 286 m                                                   |
| Kreuzung geradeaus unten (Querstrecke außer Betrieb) |                                                                         | Schmalspurbahn Maciejkowice–Chorzów                         | Schmalspurbahn Maciejkowice–Chorzów                     |
| Kreuzung geradeaus unten |                                                                         | Anschluss Stickstoffwerk                                    | Anschluss Stickstoffwerk                                |
| Abzweig geradeaus und von rechts |                                                                         | von Chorzów Miasto (Königshütte (Oberschles.) Stsbf)        | von Chorzów Miasto (Königshütte (Oberschles.) Stsbf)    |
| Bahnhof | 12,126                                                                  | Chorzów Stary (Chorzow, 1943: Königshütte (Oberschles) Ost) | 292 m                                                   |
| Abzweig geradeaus, ehemals nach links und ehemals nach rechts |                                                                         | nach Radzionków über Piekary Śląskie Szarlej (Scharley)     | nach Radzionków über Piekary Śląskie Szarlej (Scharley) |
| Strecke |                                                                         | nach Bytom (Beuthen)                                        | nach Bytom (Beuthen)                                    |

Die Bahnstrecke Katowice Szopienice Północne–Chorzów Stary ist eine zweigleisige, elektrifizierte und nur noch im Güterverkehr befahrene Eisenbahnstrecke im Oberschlesischen Industriegebiet der Woiwodschaft Schlesien.

## Verlauf und Zustand
Die Strecke beginnt im Bahnhof Katowice Szopienice Północne (Schoppinitz Nord) und verläuft nordwestwärts über Katowice Dąbrówka Mała (Eichenau; km 2,048), von wo aus ein Verbindungsgleis in Richtung des Bahnhofes Katowice bestand, und Siemianowice Śląskie (Laurahütte Staatsbahnhof; km 6,152) nach Chorzów Stary (Chorzow; km 12,126) an der Bahnstrecke Chorzów–Tczew.
Die Strecke ist durchgängig zweigleisig und elektrifiziert. Die Höchstgeschwindigkeit des einen Gleises beträgt für alle Zugarten bis zum Kilometer 4,350 fünfzig Kilometer pro Stunde, dann siebzig, auf dem anderen Gleis sind es durchgängig fünfzig.

## Geschichte
Die Strecke wurde am 15. November 1868 von der Rechten Oderufer-Eisenbahn eröffnet. Bis 1942 wurde sie zweigleisig ausgebaut, am 1. April 1968 der Personenverkehr eingestellt, seit dem 25. April 1990 ist die Strecke fertig elektrifiziert.